# Ла-Деструс
Ла-Деструс (фр. La Destrousse) — коммуна на юго-востоке Франции в регионе Прованс — Альпы — Лазурный Берег, департамент Буш-дю-Рон, округ Марсель, кантон Аллош.
Площадь коммуны — 2,93 км², население — 2705 человек (2006) с выраженной тенденцией к росту: 3074 человека (2012), плотность населения — 1049,2 чел/км².

## Население
Население коммуны в 2011 году составляло 3013 человек, а в 2012 году — 3074 человека.
| 1962 | 1968 | 1975 | 1982 | 1990 | 1999 | 2006 | 2007 | 2011 | 2012 |
| ---- | ---- | ---- | ---- | ---- | ---- | ---- | ---- | ---- | ---- |
| 748  | 854  | 1205 | 1755 | 2270 | 2488 | 2705 | 2736 | 3013 | 3074 |

Динамика населения:

## Экономика
В 2010 году из 1874 человек трудоспособного возраста (от 15 до 64 лет) 1379 были экономически активными, 495 — неактивными (показатель активности 73,6 %, в 1999 году — 65,7 %). Из 1379 активных трудоспособных жителей работали 1238 человек (635 мужчин и 603 женщины), 141 числились безработными (67 мужчин и 74 женщины). Среди 495 трудоспособных неактивных граждан 154 были учениками либо студентами, 203 — пенсионерами, а ещё 138 — были неактивны в силу других причин.
На протяжении 2010 года в коммуне числилось 1255 облагаемых налогом домохозяйств, в которых проживало 3027,5 человек. При этом медиана доходов составила 22 тысячи 119 евро на одного налогоплательщика.